# Rudolf Sitte

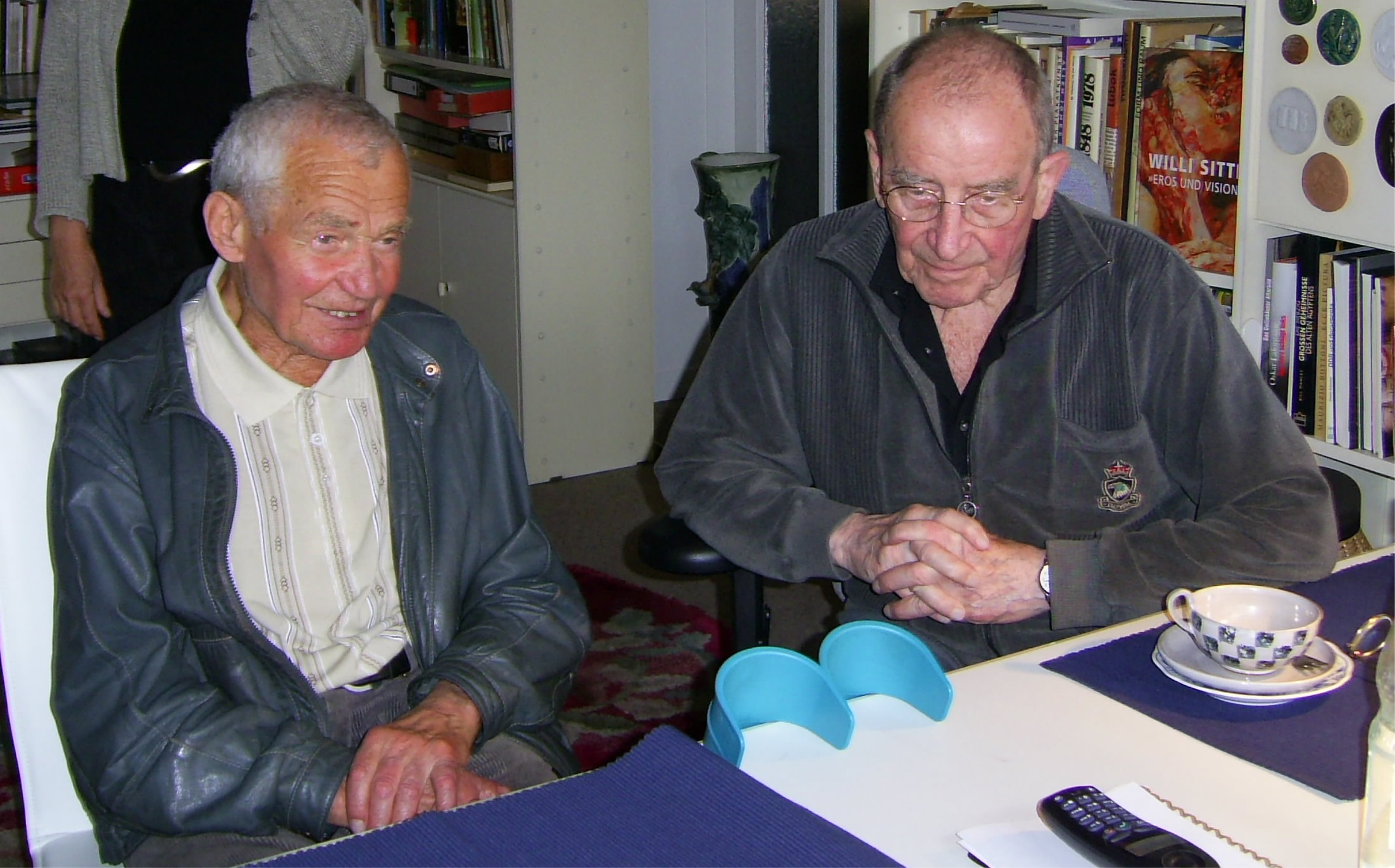
Rudolf (links) und Willi Sitte – letzte Begegnung 2007

Rudolf Sitte (* 13. Mai 1922 in Kratzau, Tschechoslowakei; † 4. März 2009 in Königsbrück) war ein deutscher Bildhauer, Maler, Grafiker und Kunstkeramiker.

## Leben und Werk

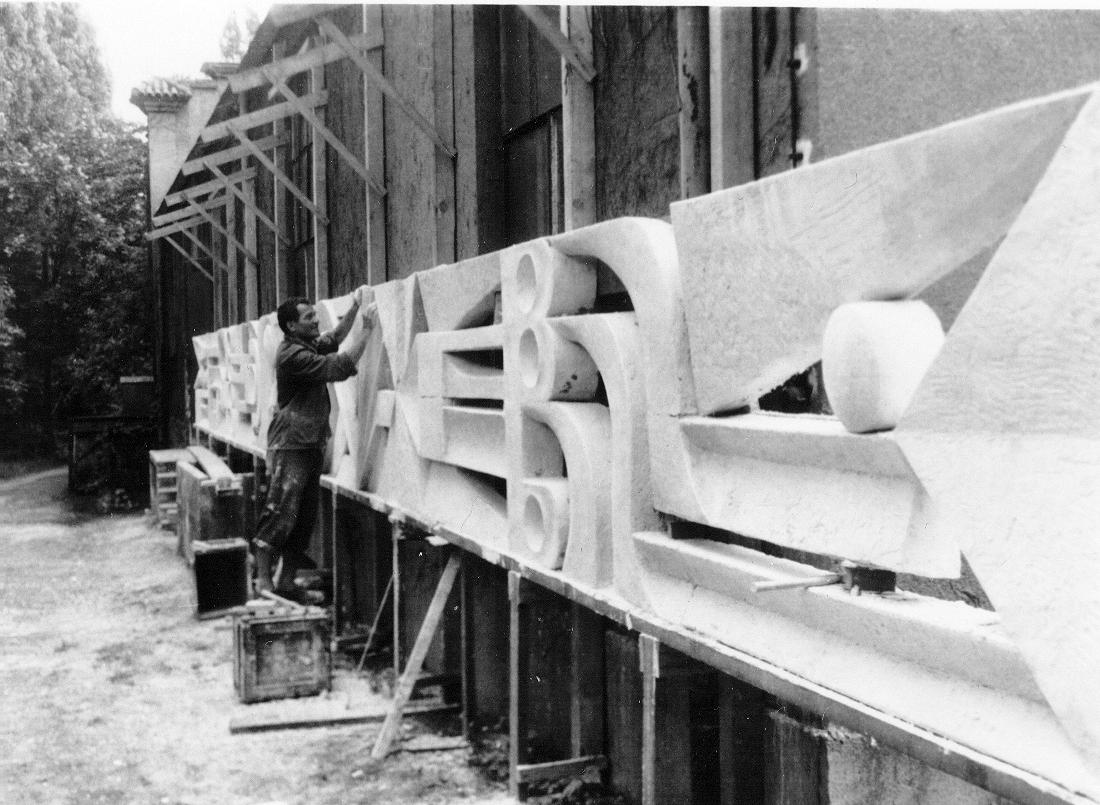
Der Künstler beim Bearbeiten des Relief-Modells für den Innenhof Haus der Presse der Sächsischen Zeitung Dresden, 1961

Sitte wuchs als zweitjüngstes Kind als Sohn eines deutschen Bauern, Gründungsmitglied der Kommunistischen Partei der Tschechoslowakei, und einer tschechischen Mutter mit vier Brüdern und zwei Schwestern auf. Einer seiner Brüder war der spätere Maler Willi Sitte. Sitte absolvierte eine Lehre als Textilfacharbeiter. Er wurde zum Reichsarbeitsdienst und zur Wehrmacht eingezogen und diente in einem Jägerbataillon bis zu einer Verwundung in der Schlacht am Kursker Bogen. Er war dann in Remagen in US-amerikanischer und in Gießen in französischer Gefangenschaft, aus der er floh. Er arbeitete in Moers als Handtuchweber und ging dann bei Heiligenstadt illegal in die Sowjetische Besatzungszone.
1946 nahm er ein Studium der Wandmalerei an der Hochschule für Bildende Künste Dresden auf. Im Zuge des Formalismusstreits wurde er 1949 exmatrikuliert und für ein Jahr als Hauer in die Wismut geschickt. Nach der erneuten erzwungenen Delegierung durch die Wismut schloss er 1955 sein Studium ab, in das er noch ein pädagogisches Zusatzstudium in Greifswald eingefügt hatte. Als Diplomarbeit schuf er im Windfang des Deutschen Hygienemuseums Dresden in Sgraffito-Technik zwei Wandbilder zu den Themen Betrieblichen Gesundheitsschutz und Eltern bei der Arbeit. Im Zuge der 2001 begonnenen Generalsanierung des Gebäudes wurden die Bilder verdeckt.
1958 gründete Sitte in Dresden mit Siegfried Schade die Produktionsgenossenschaft Bildender Künstler "Kunst am Bau". Unter deren Dach „entstand ein besonderes Experimentierfeld für baugebundene Entwicklungen wie Strukturwände, Formsteinsysteme, Spielplatzgeräte und spezielle, auch patentierte Verfahren zur Oberflächenbeschichtung von Beton.“ Als Mitglied war er an künstlerischen Bauobjekten in Dresden und Umgebung beteiligt. Nach der Wende wurde ein Teil davon vernichtet und der Großteil vernachlässigt.

Rudolf Sitte lehrte als Professor an der Hochschule für Bildende Künste Dresden über baugebundene Kunst. 

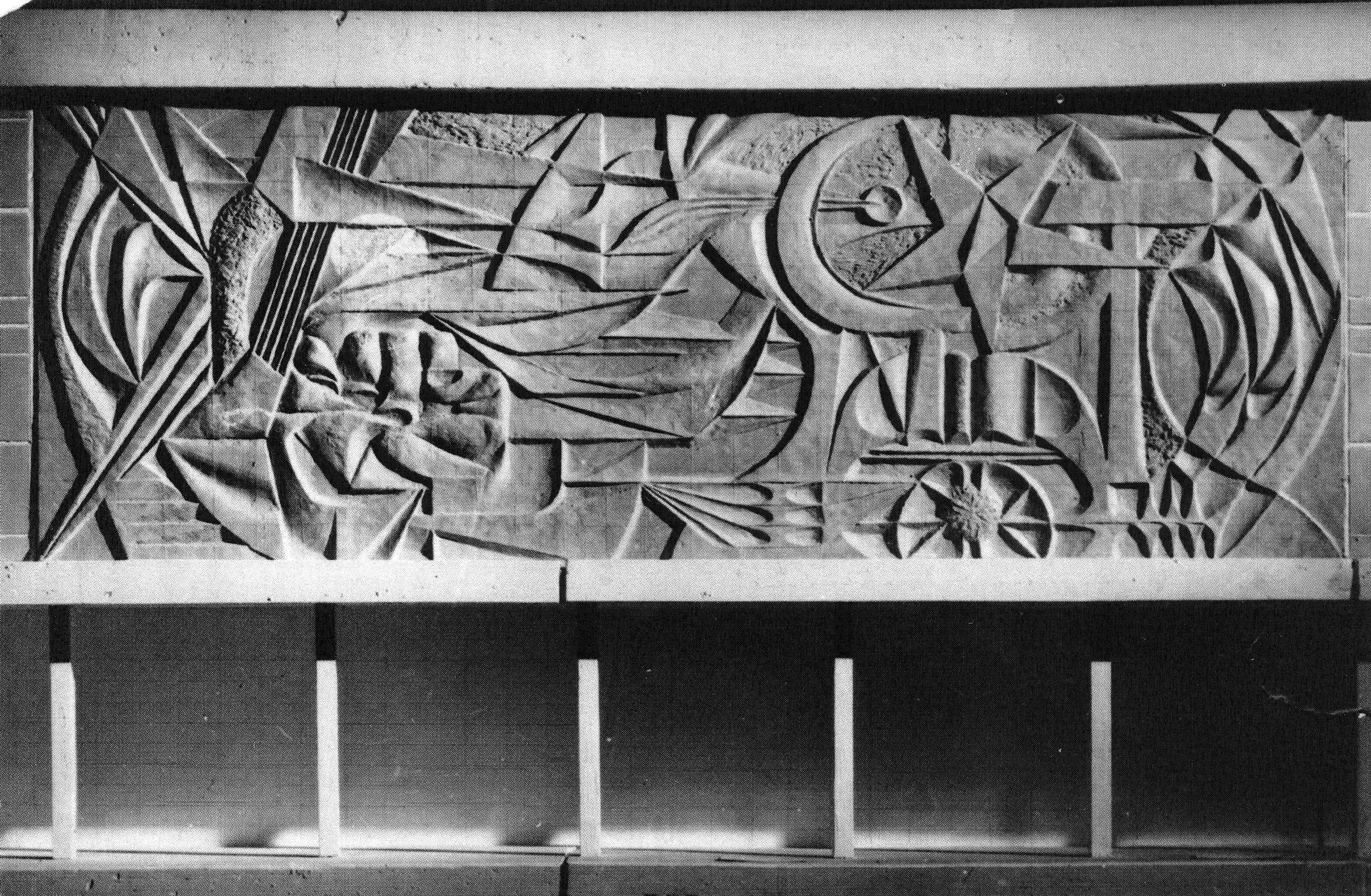
Modell Kulturpalast Dresden (Westseite), Entwurf des Reliefs Veränderbarkeit der Welt von Rudolf Sitte, 1969

Seine Kunstobjekte sind oft stark formalisiert mit abstrahierenden Zügen. Dies widersprach oft dem von der SED propagierten Stil des Sozialistischen Realismus. Ende der 1960er Jahre konnte Rudolf Sitte den Wettbewerb für ein Wandbild am Kulturpalast der Stadt Dresden zweimal für sich entscheiden. Jedoch fanden seine Vorschläge nicht die Zustimmung der SED und der Auftrag wurde schließlich an Gerhard Bondzin vergeben.
Rudolf Sitte arbeitete bis 1990 in einem kleinen Atelier des VEB Sanitärporzellan an Porzellanplastiken. Seit den 1990er Jahren lebte Rudolf Sitte mit seiner Frau in Königsbrück. Mit Einsatz seines Vermögens kämpfte er ergebnislos für arbeitslose Jugendliche und um den Erhalt und Aufbau eines denkmalgeschützten keramischen Betriebes in Königsbrück gegen eine Privatisierung und Ausplünderung bis zur Ruine. Eine Strafanzeige wegen Missbrauchs öffentlicher Fördermittel gegen Verantwortliche wurde eingestellt.

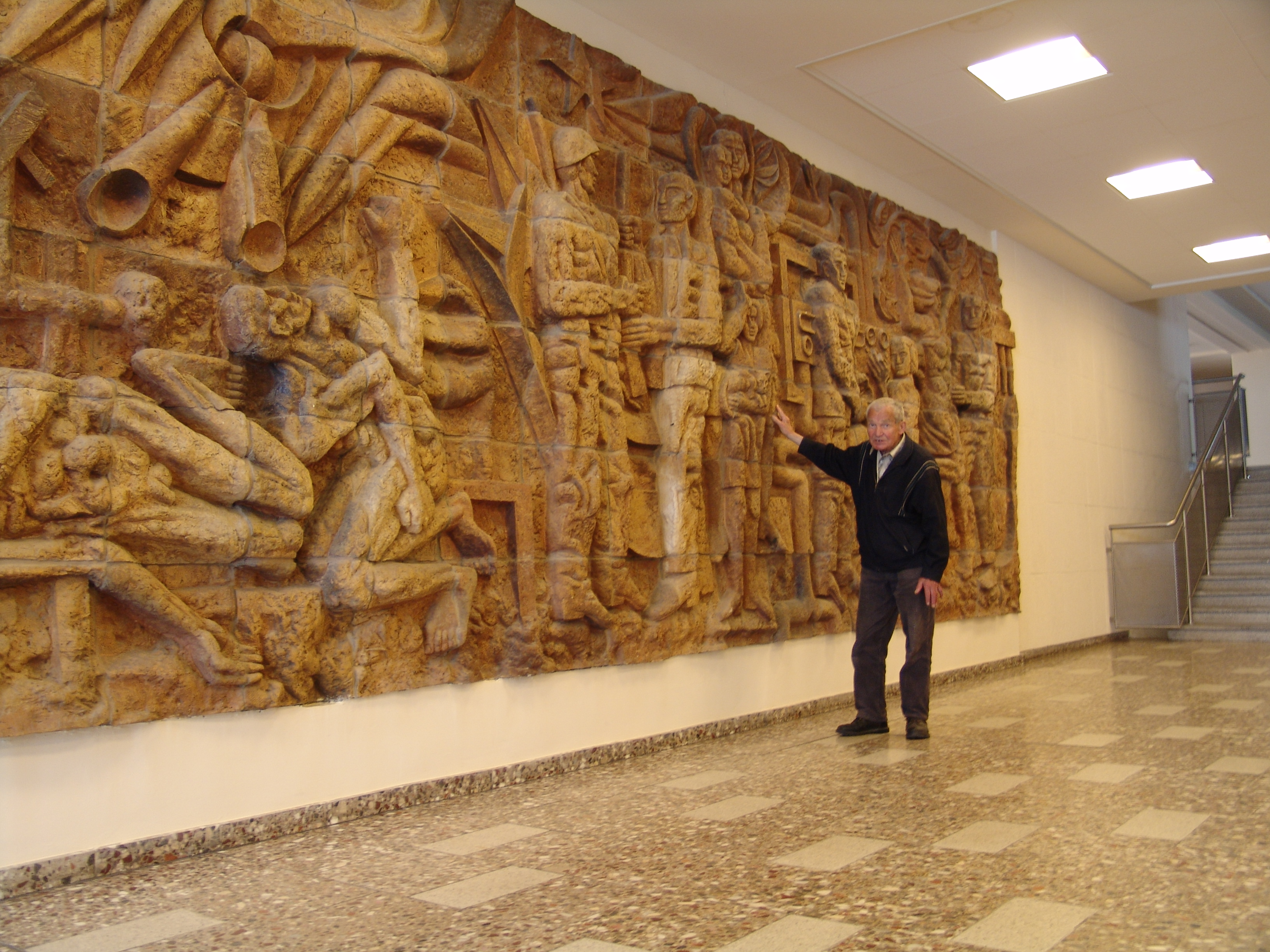
Relief in der Polizeidirektion 6, Abschnitt 62 (Marzahn), Eingangsbereich Cecilienstr. 92, 12683 Berlin, ehemals Volkspolizei Berlin

Bis zuletzt blieb Sitte seinen Überzeugungen treu und war in der Öffentlichkeit aktiv. Angeregt von seiner langjährigen Beschäftigung mit streunenden Katzen und einem Blick auf sein Leben überschrieb er seine im Eigenverlag 2007 herausgegebenen biografischen Splitter doppeldeutig mit Ein Leben für die Katz – Splitter der Erinnerung und des Nachdenkens.

## Ehrungen
- 1973: Kunstpreis des Bezirks Halle (Saale)
- 1974: Kunstpreis des FDGB (im Kollektiv)

## Werke (unvollständig)

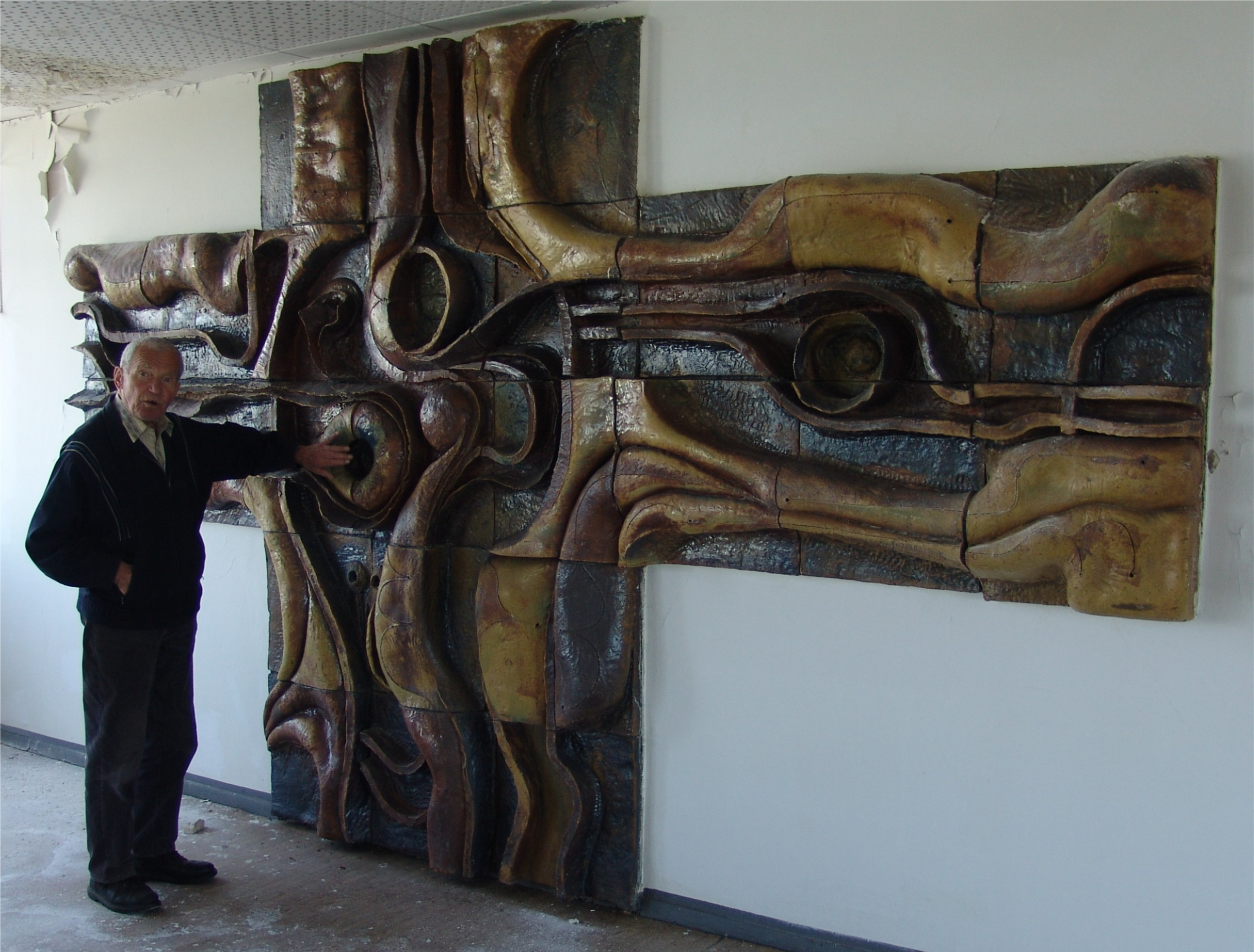
Keramikrelief im Speisesaal der ehemaligen Fahrbereitschaft des Ministeriums des Innern Berlin in der Herzbergstraße

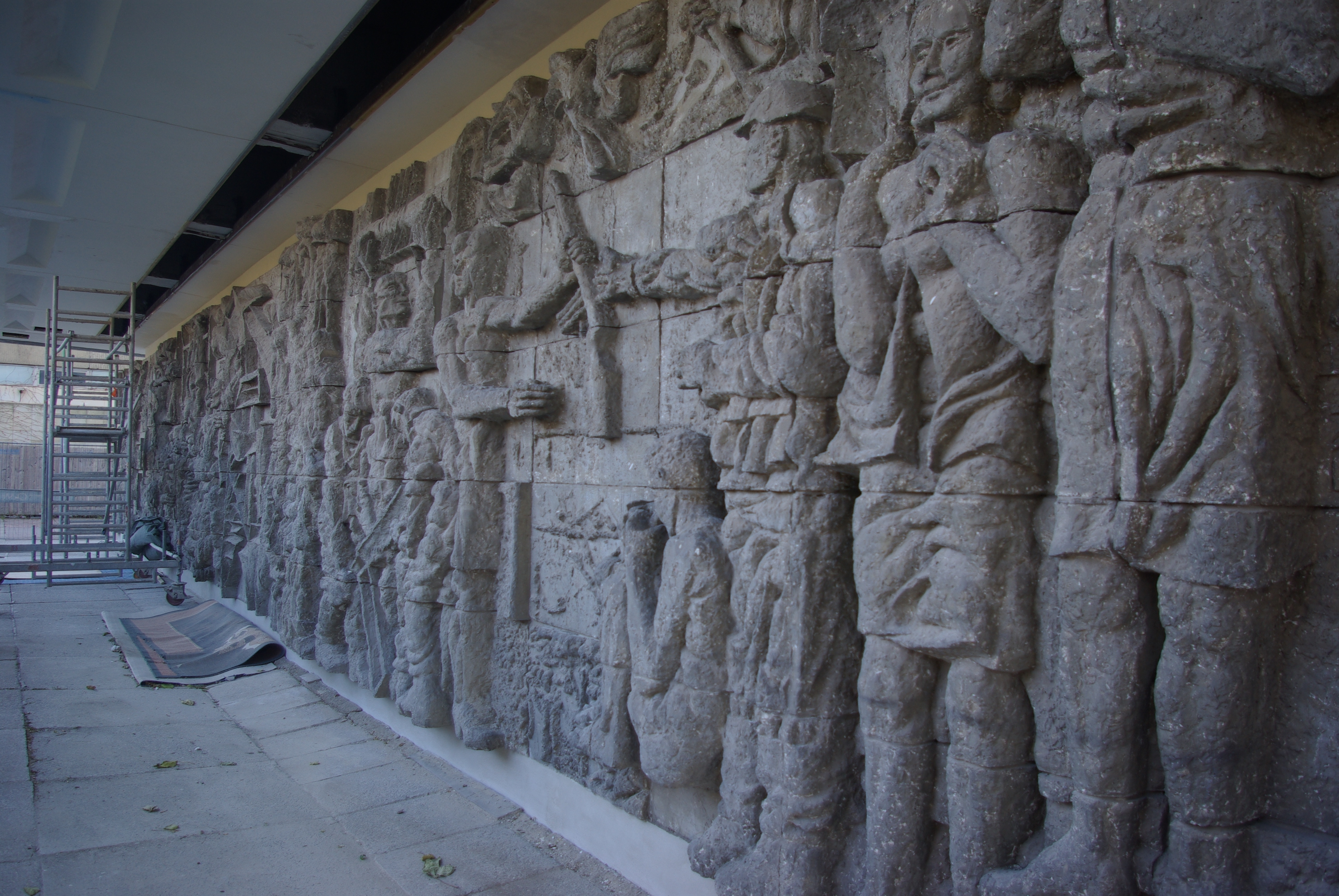
Relief am Wohnhaus Berliner Platz 1 in Cottbus

- 1955 Sgraffito im Hygienemuseum Dresden[6]
- 1958 Vogel- und Blattmotive auf Marmoritsteinplatte zur 4. Deutschen Kunstausstellung[7]
- 1966 Betonrelief im Hof des Verlagshauses der Sächsischen Zeitung (SZ-Hochhaus, Haus der Presse) Dresden
- 1970 bis 1972 Holzgestaltung an der Mensa SC Einheit Dresden
- 1971 Glasfenster für das VEB Braunkohlenkombinat Regis, Kraftwerk Phönix
- 1972 Betonrelief positiv an der TU Ilmenau
- 1975 Gedenkstein Stirb und werde, anonyme Urnengemeinschaftsanlage auf dem Heidefriedhof Dresden
- 1976: Springbrunnen in Berlin-Marzahn, Cecilienstraße 92, vor einer Polizeischule[8]
- 1979 Relief am Wohnhaus Berliner Platz 1 in Cottbus (siehe Bild)
- 1979 Wandkeramik Räder in Bewegung im Eingang der ehemaligen Transportpolizei Berlin-Karlshorst, Wallensteinstraße 60/61 (jetzt Wohnhaus)
- 1981 Wandgestaltung in der Neuen Mensa der TU Dresden
- 1983 Keramikreliefs im Eingangsbereich und im Speisesaal in der ehemaligen Fahrbereitschaft des Ministeriums des Innern, Berlin
- 1984 Wandgestaltung mit farbig lackierten Holzflächen an der Ingenieurhochschule Mittweida im Mensasaal I
- 1988 Wandgestaltung im Friedhofsgebäude/Feierhalle in Freiberg in Zusammenarbeit mit dem Architekten Ulf Zimmermann
- 2006 Keramikwände und Springbrunnen im Innenhof der Grundschule Dresden-Weixdorf

## Ausstellungen (unvollständig)

### Einzelausstellungen
- 2002: Königsbrück, Rathaus (Linolschnitte)
- 2009: Dresden, Haus der Architekten (mit Frank Findeisen)[9]

### Teilnahme an zentralen und wichtigen regionalen Ausstellungen in der DDR
- 1962/1963, 1972/1973, 1977/1978 und 1987/1988: Dresden, Fünfte Deutsche Kunstausstellung und VII, VIII. und X. Kunstausstellung der DDR
- 1979 und 1985: Dresden, Bezirkskunstausstellungen
- 1980: Rostock, Kunsthalle Rostock („Der Klasse verbunden - Kunstpreisträger des FDGB stellen aus“)